# Дос Реис Эмилиано, Марио Жозе
Марио Жозе дос Реис Эмилиано (порт. Mário José dos Reis Emiliano; 23 мая 1957, Белу-Оризонти — 15 июня 2020, Белу-Оризонти), более известен как Мариньо (порт. Marinho) — бразильский футболист, игравший на позиции полузащитника.

## Карьера игрока

### Клубная карьера
Мариньо начал свою игровую карьеру в клубе «Атлетико Минейро» в 1975 году. 1 сентября 1976 года он дебютировал в чемпионате Бразилии в матче против «Гоянии», игра завершилась вничью 1:1. «Атлетико» выиграл Лигу Минейро в 1976 году. В 1979—1982 годы Мариньо выступал в «Америка Сан-Паулу». В 1982 году он вернулся в «Атлетико Минейро».
В 1983—1988 годы он выступал в «Бангу». С клубом он занял второе место в чемпионате Бразилии 1985. В 1988—1989 годах он выступал в «Ботафого», где выиграл Лигу Кариока 1989 года. 7 сентября 1988 года Мариньо сыграл за «Ботафого» последний матч в высшем дивизионе, соперником был его бывший клуб, «Атлетико Минейро», который и выиграл матч с минимальным счётом. За 12 лет он сыграл в 81 матче чемпионата и забил 24 гола. В последующие годы он выступал в «Энтерриенсе», «Американо Рио-де-Жанейро» и снова «Бангу», где он и закончил свою карьеру в 1996 году.

### Национальная сборная
В 1976 году Мариньо представлял Бразилию на Олимпийских играх. На турнире в Монреале Бразилия заняла четвёртое место, Мариньо сыграл в четырёх матчах против ГДР, Испании, Польши и Советского Союза.
За основную сборную Бразилии Мариньо дебютировал 12 марта 1986 года в товарищеском матче со сборной ФРГ, который был проигран со счётом 2:0. Второй и последний раз он сыграл за «Селесао» 17 апреля 1986 года в товарищеском матче против сборной Финляндии, в котором на 70-й минуте он забил гол, поучаствовав в разгроме соперника со счётом 3:0.

## Карьера тренера
После ухода из футбола Мариньо стал тренером. В 2009 году он занимал должность ассистента главного тренера своего бывшего клуба «Бангу». После этого он дважды пребывал на посту главного тренера «Жувентус Рио-де-Жанейро», а в 2013 году снова стал помощником тренера «Бангу».